# おとぎ話 (バンド)
おとぎ話（おとぎばなし、英語:  OTOGIVANASHI）は、日本のロックバンド。

## 来歴
2000年春、作詞作曲を手がける有馬（vo）が明治学院大学で出会った風間(b)と「おとぎ話」を結成。その頃はまだ女子のドラムとの3ピースバンドで、サイケやガレージを指向したバンドであった。2002年春、有馬は新入生の牛尾(g)のギターに感銘をうけ、バンドに加入させる事に成功。その後、東高円寺UFO CLUBを中心にライブ活動をしていたが、銀杏BOYZの峯田和伸に渡したデモテープがきっかけとなり、2005年7月銀杏BOYZのツアーいわきclub SONICで共演する。直後に女子ドラマーが脱退するが、大学のサークルでライバル的な存在だった前越(dr)（ギタリストの牛尾も参加していたCLISMSのドラム＆ヴォーカル）が加入。2007年1月1stシングル「KIDS / クラッシュ」でデビューする。
2007年9月に、1stアルバム『SALE!』をリリース。各店のインディーズチャートで1位を記録。大阪での夏フェス「RUSH BALL07」、東京幕張での「カウントダウンジャパン07/08」へ出演。2008年3月に「Hello Goodbye ep.」リリース。2008年の夏は8月3日ROCK IN JAPAN FES. 08、8月27日金沢エイトホールでくるりと共演、9月7日大阪でのOTODAMA08に出演。
2008年10月には2ndアルバム『理由なき反抗』をリリース。2009年5月に「青春 GALAXY ep.」をリリース。2010年1月には、バンド名の英訳の名を冠した3rdアルバム『FAIRYTALE』をリリースした。その後ROSE RECORDSからのリリースが２作続き、2010年11月11日には4th Album『HOKORI』が、2011年10月12日には5th Album『BIG BANG ATTACK』がともにROSE RECORDS主催の曽我部恵一プロデュースで発売された。
2013年1月23日には古巣であるUK PROJECTから『THE WORLD』をリリースした。同年2013年、山戸結希監督とコラボレーションした映画「おとぎ話みたい」に出演。MOOSIC LAB 2013にて公開されグランプリとベストミュージシャン賞を獲得した。
2015年1月14日にはfelicityから6thアルバム『CULTURE CLUB』をリリース。4月18日には映画「おとぎ話みたい」の挿入歌でもあるシングル『COSMOS』がレコード・ストア・デイにあわせてリリースされた。11月3日のレコードの日には、メロウでダンサブルなシングル『JEALOUS LOVE』をリリース。2016年には根本宗子作・演出の舞台『ファンファーレサーカス』におとぎ話の楽曲と生演奏を絡めた演劇公演に出演し、再び11月3日に同演劇の劇中歌『ファンファーレサーカス』をカップリングしたシングル『めぐり逢えたら』をリリースした。
2017年9月には、1stアルバム『SALE!』発売10周年を記念して7都市会場を巡るツアーを開催した。
2020年7月に、P-VINEから10thアルバム『REALIZE』をリリース。同年8月14日公開の映画『テロルンとルンルン』のエンディングテーマに『少年少女』が起用される。同曲収録を含む11thアルバム『BESIDE』が2021年1月20日にリリースされる予定。

## メンバー
- 有馬和樹（ありま かずき、横浜市出身、1981年6月7日 - ）

ボーカル、ギター、作詞作曲を担当。
- 牛尾健太（うしお けんた、広島市南区出身、1983年12月2日 -）

ギター、コーラスを担当。
- 風間洋隆（かざま ひろたか、新潟県三条市出身、1981年6月4日 - ）

ベースを担当。
- 前越啓輔（まえこし けいすけ、石川県白山市出身、1981年12月20日 - ）

ドラム、コーラスを担当。

## 作品

### シングル
|      | 発売日         | タイトル                              | 規格品番         | 収録曲                                                                                          | 備考                                              |
| ---- | -------------- | ------------------------------------- | ---------------- | ----------------------------------------------------------------------------------------------- | ------------------------------------------------- |
| 1st  | 2007年1月24日  | KIDS/クラッシュ                       | UKFT-001         | 1. KIDS 2. クラッシュ                                                                           | オリコン最高100位                                 |
| 2nd  | 2008年3月5日   | ハローグッバイ ep.                    | UKFT-003         | 1. SMILE [4:08] 2. FLOWER [2:30] 3. HOPE [3:56] 4. ハローグッバイ [4:28]                        | オリコン最高89位                                  |
| 3rd  | 2009年5月20日  | 青春 GALAXY ep.                       | UKFT-005         | 1. GALAXY [3:41] 2. 青春 [4:15] 3. YOU [3:10] 4. 火星 [2:02]                                    | オリコン最高83位                                  |
| 4th  | 2010年2月19日  | 科学くん/ANIMAL                       | HKR-001          | 1. 科学くん 2. ANIMAL                                                                           | 限定生産                                          |
| 5th  | 2010年12月28日 | HISTORY/SATELLITE LEAGUE              | ROSE-113         | 1. HISTORY 2. SATELLITE LEAGUE                                                                  | 7inchアナログ500枚限定生産                        |
| 6th  | 2011年8月5日   | THANK YOU/This is just a Healing song | ROSE-122         | 1. THANK YOU 2. This is just a Healing song                                                     | オンラインショップ及びTOWER RECORDSのみの限定生産 |
| 7th  | 2011年11月23日 | サンタEP                              | UKFT-008         | 1. 光の涙 2. 永遠 3. 逆転 4. サンタさん 5. Chanmery                                             | タワーレコード限定                                |
| 8th  | 2015年4月18日  | COSMOS                                | HSC-0017         | 1. COSMOS 2. 少年                                                                               | 7inchアナログRECORD STORE DAY限定                 |
| 9th  | 2015年11月3日  | JEALOUS LOVE                          | HSC-0024 cap-243 | 1. JEALOUS LOVE 2. APRIL FOOL                                                                   | 7inchアナログ限定                                 |
| 10th | 2016年11月3日  | めぐり逢えたら                        | HSC-0032         | 1. めぐり逢えたら 2. ファンファーレサーカス※『ねもしゅーのおとぎ話 ファンファーレサーカス』より | 7inchアナログ限定                                 |

### アルバム
|      | 発売日                          | タイトル        | 規格品番           | 収録曲 | 備考                            |
| ---- | ------------------------------- | --------------- | ------------------ | --- | ------------------------------- |
| 1st  | 2007年9月5日                    | SALE!           | UKFT-002           | 1. パレード [2:47] 2. おとぎ話の空 [4:05] 3. NIGHTSWIMMING [5:49] 4. Boys don’t cry [2:43] 5. LOVE [2:21] 6. アゲイン [7:33] 7. KIDS (2007 アルバムヴァージョン) [5:17] 8. クラッシュ (2007 アルバムヴァージョン) [2:56] 9. new song [4:07] 10. BLANK POP!!!!(空白の時代を塗り潰せ!) [6:11] 11. アテなし(ボーナストラック) [2:56]                           | オリコン最高130位               |
| 2nd  | 2008年10月8日                   | 理由なき反抗    | UKFT-004           | 1. ネオンBOYS [3:05] 2. FUN CLUB [4:11] 3. また、よろしく [3:54] 4. おとぎ話の「愛」のテーマ [3:23] 5. 赤へ飛び込め [4:22] 6. クラシック [2:11] 7. 理由なき反抗 [2:18] 8. BLUE BLUE [3:09] 9. SMILE [4:09] 10. 俺達に明日は無い [7:08] 11. FESTIVAL EXPRESS [5:02] 12. とびらをあける [3:23]                                                                | オリコン最高76位                |
| 3rd  | 2010年1月20日                   | FAIRYTALE       | UKFT-006           | 1. WHITE SONG [4:55] 2. ファンファーレ [2:25] 3. 妖精 [3:32] 4. E. T. M. [3:18] 5. コトバとコトバ [4:25] 6. I LIKE SPORTS [3:10] 7. 泣きだしそう [3:00] 8. superstar [3:46] 9. ハートのうた [3:28] 10. こどものブギー [4:53] 11. BOY'S BEAT [3:25] 12. ロードムービー [5:42] 13. 青春 (naked) [4:03]                                                        | オリコン最高90位                |
| 4th  | 2010年11月11日                  | HOKORI          | ROSE-111           | 1. GANG STYLE NO.1 [2:16] 2. 遺伝子 [2:18] 3. ANIMAL [2:52] 4. 科学くん [2:31] 5. フランス [2:24] 6. 輝き [4:36] 7. カンフー [3:20] 8. MOTHER [2:37] 9. シンデレラ [3:26] 10. weekend [1:53] | オリコン最高173位               |
| 5th  | 2011年10月12日                  | BIG BANG ATTACK | ROSE-124           | 1. 未来の乗り物 [4:23] 2. HISTORY [2:19] 3. 思春期 [3:03] 4. SUN(12月) [3:45] 5. ロボットの夢 [2:56] 6. 空想からの革命 [2:57] 7. 小悪魔ソング #2 [10:07] 8. SATELLITE LEAGUE [2:39] 9. ネムイ×眠くない [4:06] 10. ピーターラビット [3:23] 11. THANK YOU [4:24] 12. This is just a Healing Song [5:42] 13. 1981 [5:04]                                       | オリコン最高162位               |
| 6th  | 2013年1月23日                   | THE WORLD       | UKFT-007           | 1. OTOGIVANASHI WILL NEVER DIE [3:16] 2. 逃げんな! [3:25] 3. AMAZING LIGHT [2:40] 4. NO SOS [6:24] 5. 灯せ! [3:50] 6. 鍵 [2:21] 7. BlS [4:01] 8. GALAXY [3:42] 9. AND YOUNG [4:18] 10. HOKORI [4:26] 11. Chanmery [4:44] 12. 世界を笑うな [8:30] | オリコン最高143位               |
| 7th  | 2015年1月14日 LP盤2015年8月12日 | CULTURE CLUB    | PECF-1117 HRLP-005 | 1. 運命 [6:04] 2. きゅーと研究会 [3:45] 3. カルチャークラブ [3:36] 4. 少年 [3:51] 5. FRIENDS [3:34] 6. 光の涙 [4:22] 7. COSMOS [4:55] 8. 告白ジャム [5:38] 9. ピカピカ [3:52] 10. AURORA [9:13] 11. おとぎ話みたいねと笑ってばかりの君が [3:44] | オリコン最高73位 LP盤は限定生産 |
| 8th  | 2016年10月26日                  | ISLAY           | PECF-1142          | 1. JEALOUS LOVE 2. ブルーに殺された夢 3. TEENAGE KIXX 4. セレナーデ 5. 蒼い影 6. YUME 7. DREAM LIFE 8. 天国をぶっとばせ 9. 太陽の讃歌 10. めぐり逢えたら 11. 夜明けのバラード | オリコン最高104位               |
| 9th  | 2018年6月6日                    | 眺め            | PECF-1153          | 1. HOMEWORK 2. ONLY LOVERS 3. HEAD 4. 綺麗 5. 魔法は君の中に 6. さよなら、またね。 7. ふしぎソング 8. 素顔のままで 9. 純真 10. LOST PLANET 11. EARTHBOUND | オリコン最高112位               |
| 10th | 2020年7月3日                    | REALIZE         | PCD-24951          | 1. NEW MOON 2. HELP 3. REALIZE 4. AGE 5. BYE 6. M 7. BREATH 8. GAZE 9. NOTICED IT 10. NEW MOON(INST) 11. HELP(INST) 12. REALIZE(INST) 13. AGE(INST) 14. BYE(INST) 15. M(INST) 16. BREATH(INST) 17. GAZE(INST) 18. NOTICED IT(INST) |                                 |
| 11th | 2021年1月20日                   | BESIDE          | PCD-18886/7        | 1. 君にあげるよ 2. NEON BOYS（FUZZ）/ 2021 ニューアレンジ 3. DAYS 4. 明日に向かって撃て 5. APRIL FOOL 6. 大脱走 7. 少年（FEEDBACK BOYS）/ 2021 ニューアレンジ 8. BE STRONG 9. BOYS DON’T CRY（BEAT）/ 2021 ニューアレンジ 10. 少年少女 11. ファンファーレサーカス 12. エースをねらえ 13. LOVE CRY 14. SMILE （AGAIN）/ 2021 ニューアレンジ 15. 追憶に別れを |                                 |

### ライブアルバム
| 発売日         | タイトル                         | 規格品番   | 収録曲 | 備考                 |
| -------------- | -------------------------------- | ---------- | --- | -------------------- |
| 2010年11月26日 | LIVE at Club Lizard (2010.10.30) | ROSE 114   | 1. シンデレラ 2. 妖精 3. ネオンBOYS 4. 遺伝子 5. クラッシュ 6. Mother 7. Boys Don't Cry 8. White Song 9. ロードムービー 10. Night Swimming 11. Boy's Beat                          |                      |
| 2012年6月15日  | Earthbound                       | HKR-003    | 1. 1981 2. 未来の乗り物 3. ネオンBOYS 4. 小悪魔ソング#2 5. Chanmery. 6. THANK YOU 7. ピーターラビット 8. ロードムービー 9. This is just a Healing song                             | ライブ会場限定 ※廃盤 |
| 2017年4月8日   | Earthbound vol.1                 | PECF-91016 | 1. JEALOUS LOVE 2. ブルーに殺された夢 3. GALAXY 4. ファンファーレサーカス 5. TEENAGE KIXX 6. ネオンBOYS 7. セレナーデ 8. めぐり逢えたら 9. 太陽の讃歌 10. 少年 11. KIDS 12. COSMOS | ライブ会場限定       |
| 2018年9月14日  | Earthbound vol.2                 | PECF-91024 | 1. JEALOUS LOVE 2. DREAM LIFE 3. YUME 4. 蒼い影 5. SMILE 6. 天国をぶっとばせ 7. AURORA 8. TEENAGE KIXX 9. 夜明けのバラード 10. 光の涙 11. パレード                                 | ライブ会場限定       |

### その他
- Blank Pop!!!! (2006年6月19日) (CD)
- 2007.03.30ライブ＠京都ウーララ（CD）
- 2008.01.25ライブ＠千葉LOOK（CD）
- 09.04.20おとぎ話@磔磔(CD)

### 映像作品
- Boys don’t cry/Kids (DVD)
- 青春(DVD)　※ライブ会場限定販売

### 参加作品
- V.A. / U.F.O. CLUB TOKYO JAPAN vol.2

blank pop!!!
- V.A. / U.F.O. CLUB TOKYO JAPAN vol.5

豆腐 by 前野健太withおとぎ話
- 深夜高速 -生きててよかったの集い-
- V.A. / ディズニー・ロックス!

星に願いを (日本語ヴァージョン)
- ディスクユニオン新宿本館日本のロックインディーズ館10周年CD(2012年7月4日)

5曲目 さみしいだけ (前野健太のカヴァー）

## タイアップ
映画『おとぎ話みたい』に使われた楽曲は『おとぎ話みたい』を参照
| 起用年 | 曲名                   | タイアップ                                                |
| ------ | ---------------------- | --------------------------------------------------------- |
| 2009年 | WHITE SONG             | NHK-FM『ミュージックライン』12月・1月度エンディングテーマ |
| 2013年 | WHITE SONG             | 映画『おとぎ話みたい』挿入歌                              |
| 2013年 | COSMOS                 | 映画『おとぎ話みたい』挿入歌                              |
| 2015年 | COSMOS                 | CBCテレビ『やすだの歩き方』エンディングテーマ             |
| 2016年 | ファンファーレサーカス | 舞台『ファンファーレサーカス』挿入歌                      |
| 2016年 | めぐり逢えたら         | ギャガ配給映画『溺れるナイフ』挿入歌                      |
| 2017年 | YUME                   | 岩手朝日テレビ『純情応援歌2017』テーマソング              |
| 2020年 | 少年少女               | 映画『テロルンとルンルン』エンディングテーマ              |

## ヘビーローテーション/パワープレイ

### その他
| 起用年 | 曲名       | ヘビーローテーション/パワープレイ                                                            |
| ------ | ---------- | -------------------------------------------------------------------------------------------- |
| 2016年 | セレナーデ | ファミリーマート店内放送番組『ファミリーマート・モーニング・フレッシュ』マンスリーリコメンド |

## 出演

### テレビ
- FACTORY（フジテレビ）

### ラジオ
- おとぎ話有馬和樹のドリームランド！ （ FMヨコハマ）

### 映画
- 「おとぎ話みたい」

### 舞台
- ねもしゅーのおとぎ話「ファンファーレサーカス」

## 主なライブ

### ワンマンライブ・主催イベント
- 2010年09月25日 - おとぎ話ワンマンSHOW～かがやきナイト～
w/ねじ梅タッシと思い出ナンセンス
- 2010年10月01日 - おとぎ話presents とびらをあけるvol.6～4次元ポケットにて～
w/ソンソン弁当箱
- 2010年12月28日 - おとぎ話presents ワンマンGIG～HOKORI HISTORY～
w/曽我部恵一
- 2011年01月14日〜02月19日 - おとぎ話「HOKORI HISTORY ツアー」
w/クリトリック・リス/THE BITE/踊ってばかりの国/nontroppo/ワッツーシゾンビ/枡本航太/poetry of bathroom/THE THREEDOGS/前野健太 withおとぎ話/ソンソン弁当箱/andymori/夢日記/極東ピーコック
- 2011年08月13日〜09月17日 - おとぎ話「THANK YOU / This is just a Healing song」発売記念インストアイベントTOUR
- 2011年10月09日 - おとぎ話Presentsオルタナ・ボンバーマン
w/雨先案内人
- 2013年03月16日 - THIS IS THE WORLD
- 2014年03月12日 - おとぎ話presents<New Moon,New Moon～熱と熱～>
- 2014年09月05日 - おとぎ話とセカイイチの初秋に響く音楽会
- 2014年09月27日 - おとぎ話単独演奏会「アゲイン」
- 2014年10月16日 - おとぎ話presents ＜New Moon,New Moon〜太陽と太陽〜＞
w/ASPARAGUS
- 2015年02月18日〜03月23日 - おとぎ話「CUTE BEAT CULTURE CLUB BAND TOUR」
w/ASPARAGUS/忘れらんねえよ/ボギー/LOSTAGE/SISTER JET
- 2015年06月07日〜06月11日 - りんご音楽祭 2015
w/ASPARAGUS / bomi
- 2016年03月16日〜05月04日 - 踊ってばかりの国×おとぎ話 カップリングツアー
w/Gateballers / Penny Black / STEPHEN SMITH / その日暮らし / クリトリック・リス / ジャポニカクラブ / ボギー / メシアと人人
- 2016年11月15日 - おとぎ話ニューアルバム「ISLAY」リリースパーティ<New Moon,New Moon ～ドラマとドラマ～>
w/ドレスコーズ
- 2017年04月08日〜05月14日 - おとぎ話「FLAVOUR OF ISLAY TOUR 2017」

### 出演イベント
- 2007年09月02日 - RUSH BALL 2007
- 2007年11月20日 - スペースシャワー列伝 第69巻 ～なにわロック会談～
- 2007年12月30日 - COUNTDOWN JAPAN 07/08
- 2008年07月15日 - 扉を開ける。vol.1"CLUB Que 夏ノ陣 2008 RETURN TO NATURAL VS SERIES"
- 2008年08月03日 - ROCK IN JAPAN FESTIVAL 2008
- 2008年09月07日 - OTODAMA'08 ～音泉魂～
- 2008年09月21日 - AOMORI ROCK FESTIVAL '08 ～夏の魔物～
- 2008年12月30日 - COUNTDOWN JAPAN 08/09
- 2009年02月26日 - スペースシャワー列伝 第75巻 ～挙波(アッパー)の宴～
- 2009年05月05日 - 想う壺音泉! ～OTODAMA'09 掛け湯編～
- 2009年05月17日・06月20日 - TOUR2009"UNISON SQUARE GARDEN"
- 2009年07月25日 - SETSTOCK'09
- 2009年07月31日 - ROCK IN JAPAN FESTIVAL 2009
- 2009年08月29日 - Re:mix 2009
- 2009年11月15日 - OGRE YOU ASSHOLE『フォグランプ』 Release Tour
- 2011年10月22日 - BOROFESTA 2011 夜の部
- 2011年11月29日 - タワレコメン vol.1
- 2012年04月29日 - Festival Express Tokyo Vol.1
- 2012年06月01日 - D.W.ニコルズ presents サイトシーイングシリーズ Vol.2
- 2012年06月19日・20日 - Czecho No Republic『恐竜系男子TOUR』
- 2012年08月11日 - リベンジ・バトルロワイアルマッチ
- 2012年09月27日 - ユダ様生30周年記念特別企画 狂喜!!鬼畜生誕祭～30なってもようつべで女性アスリート検索してシコるもん☆編～@新宿ロフト
- 2012年10月03日 - CLUB Que Shimokitazawa 「新夜想曲第十八番・ウタゲアリキ」 No.18 anniversary
- 2012年10月06日 - LONDON CALLING FES'12
- 2012年11月18日 - STANCE PUNKS presents 火の玉宣言 vol.36～地下パンクの逆襲～(「島崎大 with おとぎ話」として出演)
- 2012年12月30日 - New Moon, New Moon. ～希望と希望～
- 2013年01月30日 - OMOCHI★MOOSIC LIVE SHOW CASE ! -NEW YEAR FESTIVAL 2013
- 2013年02月14日 - 血まみれのバレンタイン
- 2013年05月04日 - LONDON CALLING
- 2013年05月06日 - スロウステーション Vol.10
- 2013年06月12日 - 忘れらんねえよ presents 無観客フェス 2013
- 2013年06月22日 - YATSUI FESTIVAL! 2013
- 2013年07月02日 - MOOSIC LAB 2013 KICK OFF PARTY in OSAKA
- 2013年08月04日 - MOOSIC LAB 2013 KICK OFF PARTY!+ガール椿presents～九手目2四歩～
- 2013年11月24日 - 大阪 高架下音楽祭
- 2013年12月15日 - KNNN 2013 vol.4
- 2014年02月22日 - 直枝政広 × おとぎ話
- 2014年02月24日 - 辻詩音 詩音' s WONDER LAND!Vol.1 ～おとぎ話がやってきた!～
- 2014年05月23日 - カーネーション×おとぎ話
- 2014年05月31日 - InterFM presents Shimokitazawa SOUND CRUISING 2014
- 2014年07月05日 - 見放題2014
- 2014年07月11日 - UMBER 3rd ANNIVERSARY #3 -共鳴-
- 2014年08月03日 - DRF 2014 TOKYO
- 2014年08月05日 - 8月5日～10日 「20周年だよ。VIVA YOUNG!」6DAYS! 乞うご期待!!"「20周年だよ。VIVA YOUNG!」"
- 2014年08月21日 - LOSTAGE GUITAR TOUR 2014
- 2014年08月30日 - shima fes SETOUCHI 2014 ～百年つづく、海の上の音楽祭～
- 2014年09月09日 - ufoclub presents "おとぎ話・HAPPY 2マン!!!"
- 2014年09月14日 - りんご音楽祭 2014
- 2014年09月15日 - ぐるぐる回る2014
- 2014年09月20日 - テスラは泣かない。 tour 2014 “Tell me how to CRY.”
- 2014年09月23日 - SEA SIDE HEAVEN ～中華街ふらりツアー!!2014～
- 2014年10月01日 - ファンダンゴ27周年vsおとぎ話27曲
- 2014年10月21日 - テクマクマヤーンズ Please Mr.バンドマン
- 2014年11月19日 - TOWER RECORDS 35th Anniversary Live! EBISU 6DAYS DAY.3 ～スペシャルタワレコメン～
- 2014年11月30日 - THEラブ人間 presents 下北沢にて'14
- 2015年03月31日 - SEBASTIAN Xツアー2015「こころ」
- 2015年05月10日 - いつまでも世界は…第四回
- 2015年05月17日 - Droog presents 3ヶ月連続企画「VS」
- 2015年05月23日 - ツムオト キャバレーなう!
- 2015年06月20日・22日 - 踊ってばかりの国 × おとぎ話
- 2015年08月06日 - 永原真夏 + SUPER GOOD BAND 東名阪ツアー
- 2015年08月29日 - shima fes SETOUCHI 2015 ～百年つづく、海の上の音楽祭。～
- 2015年09月26日 - りんご音楽祭 2015
- 2015年09月27日 - ぐるぐるTOIRO 2015
- 2015年10月08日 - "5-4-2!?"
- 2015年10月15日 - セカイイチのおとぎ話をファンダンゴ28周年記念で
- 2015年10月24日 - SEA SIDE HEAVEN ～中華街ふらりツアー!!2015～
- 2015年10月31日 - 武蔵大学 第63回白雉祭「眠らない音楽祭」
- 2015年11月03日 - KISHU ROCK IMPACT 2015
- 2015年11月23日 - THEラブ人間 下北沢にて'15
- 2015年11月29日 - PROUD GROOVE OSAKA 2015
- 2015年12月26日 - MOROHA RELEASE TOUR「上京タワーとバラ色の日々」
- 2016年01月27日 - U.F.O.CLUB 20周年記念 "ドレスコーズ・おとぎ話 2マン!!!"
- 2016年08月28日 - shima fes SETOUCHI 2016 ～百年つづく、海の上の音楽祭。～
- 2016年09月24日 - りんご音楽祭2016
- 2016年10月08日 - MINAMI WHEEL 2016
- 2016年11月02日 - MOROHA Ⅲ RELEASE TOUR
- 2016年12月03日 - 下北沢にて'16